# 大榮戲院
大榮戲院是鹽水在二次大戰後成立的三家戲院之一，屬於既放電影又演戲的混合戲院，創設時隸屬臺南縣鹽水鎮（今臺南市鹽水區），由於三家戲院均位在康樂路上，故康樂路又有「戲院路」的別稱。該戲院是三間戲院中最晚建立者，由李添福創建於1960年代，約在1990年代結束營業，原址已經改建為透天厝。